# دیوان کیفری بین‌المللی بر مبنای اساسنامه رم
دیوان کیفری بین‌المللی برمبنای اساسنامه رم (انگلیسی: Rome Statute of the International Criminal Court) که اغلب به آن معاهده رم می‌گویند بر مبنای دیوان کیفری بین‌المللی (ICC) در ۱۷ ژوئیه ۱۹۹۸ در شهر رم ایتالیا تأسیس شد. نمایندگان حاضر در کنفرانس رم خواهان تشکیل دادگاه دائمی بین‌المللی بودند تا بتواند به جنایت علیه بشریت و جنایات جنگی در نقاط گوناگون جهان رسیدگی کند.
اساسنامه رم چهار جنایت اصلی بین‌المللی را تعیین کرد: نسل کشی، جنایت علیه بشریت، جنایات جنگی و جنایت تجاوز. این جرایم «مشمول هیچ گونه محدودیتی نیستند». بر اساس اساسنامه رم، دیوان کیفری بین‌المللی فقط می‌تواند چهار جنایت بین‌المللی اصلی را در شرایطی بررسی و تحت پیگرد قراردهد که دولت‌ها «نتوانند» یا «تمایل نداشته‌ باشند» این کار را انجام دهند. در این اساسنامه صلاحیت دادگاه مکمل صلاحیت دادگاه‌های داخلی است. دادگاه فقط در صورتی صلاحیت رسیدگی به جرایم را دارد که در قلمرو یک دولت عضو یا توسط اتباع یک دولت عضو ارتکاب صورت گرفته باشد. یک استثنا از این قاعده این است که دیوان کیفری بین‌المللی نیز در صورتی صلاحیت رسیدگی به جرایم را دارا خواهد بود که صلاحیت آن توسط شورای امنیت سازمان ملل متحد مجاز شناخته‌ شود.
پیش از این برای رسیدگی به جنایات جنگی که از جمله در رواندا، سیرالئون، در یوگسلاوی سابق یا در کامبوج روی داد، دادگاه ویژه‌ای تشکیل می‌شد که با پرداخت هزینه گزاف و اتلاف وقت بسیار همراه بود. مظنونان و عاملان جنایات در بسیاری از مواقع می‌توانستند بدون واهمه از تشکیل دادگاه و انجام محاکمه‌ای آزاد زندگی کنند و حتی به ارتکاب جنایات خود ادامه دهند.
این معاهده در اول نوامبر ۲۰۰۲ به تصویب رسید و اجرایی شد و تا نوامبر ۲۰۱۹ قریب به ۱۲۳ کشور اساسنامه رم که مبنای دیوان کیفری بین‌المللی است را امضاء کرده‌اند.